# Mélissa Theuriau
Mélissa Theuriau (ur. 18 lipca 1978 w Grenoble) – francuska dziennikarka i prezenterka telewizyjna.
Początkowo pracowała w kanale telewizyjnym LCI, a następnie w TF1. 
Zyskała popularność jako prezenterka programu telewizyjnego dziennikarstwa śledczego pt. Zone interdite.
Obecnie pracuje dla francuskiego kanału telewizyjnego Metropole 6.
Jej mężem jest znany francuski aktor Jamel Debbouze.